# 聖約翰斯米申 (亞利桑那州)
聖約翰斯米申（英語：Saint Johns Mission）是位於美國亞利桑那州馬里科帕縣的一個非建制地區。該地的面積和人口皆未知。

## 地理
聖約翰斯米申的座標為33°17′25″N 112°10′24″W / 33.29028°N 112.17333°W，而該地的平均海拔高度為310米（即1030英尺）。